# Ганнон I
Ганнон, Ганнон Законодавець (фінік. 𐤇‬𐤍‬𐤀‬‬; д/н — бл. 556 до н. е.) — державний діяч Карфагенської держави, перший суфет.

## Життєпис
Походив із знатного роду, пов'язаного з заможними купцями. Є першою неміфічною державною особою в історії Карфагену. Ймовірно прийшов до влади близько 580 року до н. е., відсторонивши від царської влади нащадків засновника міста або софена царського намісника Тіру). Приводом стала поразка Карфагена у так званій першій рибальській війні проти Массілії, внаслідок чого було втрачено контроль над Пітіузькими островами
Провів ключові реформи управління, насамперед в ашараті, який тепер став обирати усіх посадовців. Систематизував державні посади. Закріпив владу аристократії та олігархії. При цьому зберігав монопольну владу. Впровадив систему призначення 2 суфетів, що було традиційним для фінікійських міст. Також було утворено адіру з дорадчими функціями.
Сприяв загарбницькій політиці на африканському узбережжі, спрямованій з підкорення лівійських племен та фінікійських колоній. Також першим відправив війська для підкорення міст фінікійців на Сардинії та Сицилії. За правління Ганнона І було встановлено дипломатичні відносини з етруськими містами-державами.
575 році до н. е. дипломатично змусив визнати фінікійські міста Гадес, Малака і Секси на Піренейському півострові владу Карфагену. Вони це вимушені були зробити з огляду на загрозу з боку держави царя Аргантонія.
Водночас продовжив допомогу Тіру, який тримав в облозі нововавилонський цар Навуходоносор II. 574 року до н. е. після капітуляції тірського царя Ітобаала II, оголосив незалежність Карфагену.
Значно розширив карфагенські володіння на африканському узбережжі. Зміцнив контроль над фінікійськими колоніями від Утіки до Гадрументу. Останній було підкорено у 560-х роках до н. е. Після цього залежність від Карфагену визнали колонії Великий Лептіс і Сабрата, що почали сплачувати досить велику данину — 1 талант в день, яка не була дуже обтяжливою, при цьому зберігалася внутрішня автономія: власні народні збори, адіра і суфети.
Невдовзі почалася війна з останнім. Проти Карфагену виступила давньогрецька колонія Массілія, що бажала зберегти прохід Гібралтарською протокою. Почалася так звана «Друга рибальська війна», яка завершилася поразкою Карфагену, а фінікійські міста на Піренейському півострові знову здобули незалежність.
Невдачі у протистоянні з Тартесом і Массілією підірвали авторитет Ганнона, який вимушений був призначити військовиком Малха. На початку 550-х років карфагенські війська під проводом останнього підкорили фінікійські колонії на Сицилії. Потім почався новий похід з підкорення Сардинії. У 556 році до н. е. загинув внаслідок заколоту рабімаханата Малха.